# 青岛督署小礼拜堂
36°03′47.5″N 120°19′22″E / 36.063194°N 120.32278°E
督署小礼拜堂（德語：Gouvernementskapelle）是青岛德占时期的一座信义会教堂，原址位于今中国山东省青岛市市南区江苏路9号青岛江苏路小学校园内，江苏路湖南路路口附近，建于1899年，1998年拆除。

## 历史
1897年11月14日德军占领胶州湾后，柏林传教会（信义会）、魏玛传教会（同善会）、天主教圣言会于1898年先后派遣传教士赴青岛。德国在青岛的城市建设开始后，胶澳总督府在俾斯麦街（Bismarckstraße，今江苏路）伊伦娜街（Irenestraße，今湖南路）路口东北侧出资修建了督署小礼拜堂，由建筑师马克斯·克诺普夫设计，作为军民两用教堂使用。总督府原本计划该教堂由新教教会与天主教会共同使用，但遭天主教会拒绝。礼拜堂于1899年平安夜竣工，同善会牧师卫礼贤发表落成演讲，信义会牧师和士谦发表圣诞布道。1910年10月23日，礼拜堂北侧的青岛基督教堂落成，基督教堂代替小礼拜堂成为青岛主要的信义会教堂。小礼拜堂此后改为督署学校的体育馆。该建筑后来成为青岛江苏路小学的一部分。1998年江苏路小学校舍改造时小礼拜堂被拆除，原址现为江苏路小学教学楼。

## 建筑特色
督署小礼拜堂平面呈矩形，大门朝西面向江苏路，祭坛向东。东西两立面各起一处曲线山墙，外立面有拱窗、圆窗、扶壁等装饰，具有青岛德占时期早期的复古风格。屋顶为双坡屋顶，敷设中式灰瓦，后改为红瓦。
该建筑被认为无论在位置还是设计上都具有强烈的临时色彩，没有按照规范与街道平行设置，其结构和装饰也较为简单朴素，甚至施工也颇为敷衍，以致于落成不到三年就需要大修。此种情况可能与建造时间紧迫、预算较少，以及缺乏合适的建筑材料有关。

## 图集
- 督署学校旧教学楼（今江苏路小学老楼）与礼拜堂
- 礼拜堂北侧，约1900年
- 1946年的礼拜堂旧址，湖南路视角